# Berkenkerfzwammetje
Het berkenkerfzwammetje (Coryneum lanciforme) is een schimmel behorend tot de familie Coryneaceae. Het leeft saprotroof op dode twijgen van berken (Betula spec.).

## Verspreiding
In Nederland komt het berkenkerfzwammetje zeldzaam voor.

Sporen van het berkenkerfzwammetje
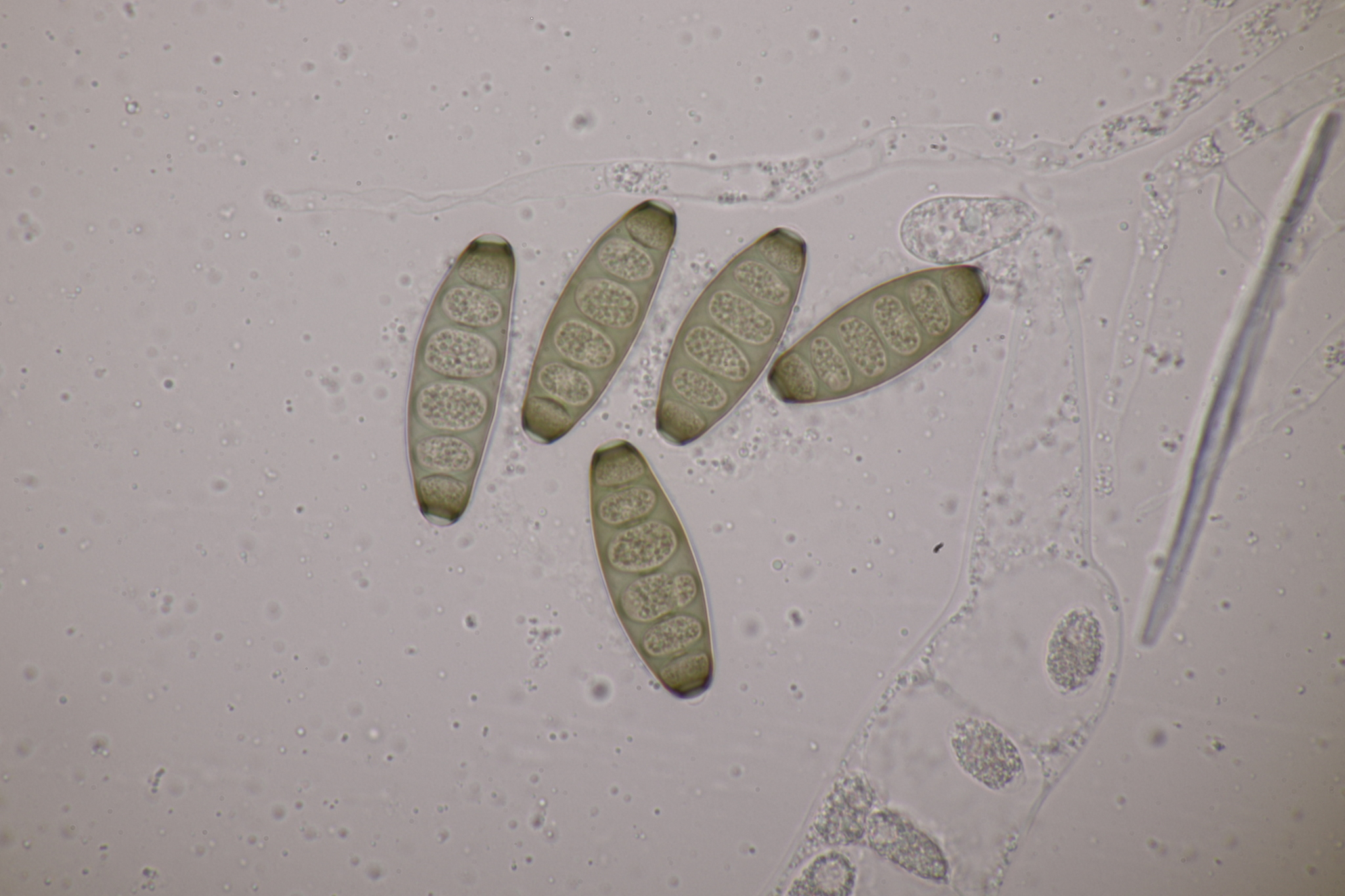
Sporen
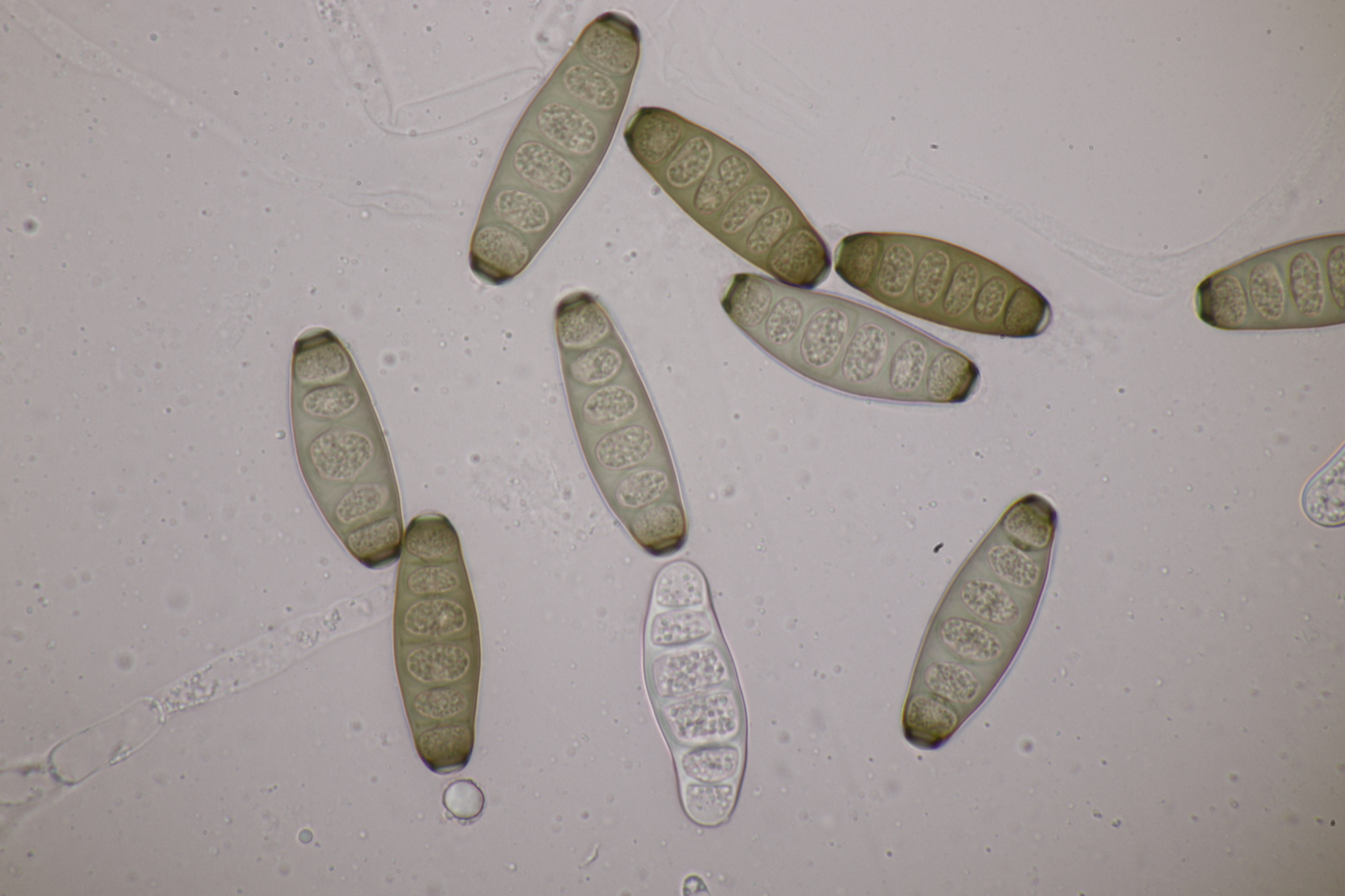
Sporen